# Ньюберг (Орегон)
Ньюберг (англ.  Newberg) — город в округе Ямхилл в штате Орегон США.

## Описание
Находится в северо-западной части Орегона. Расположен в долине реки Уилламетт, к юго-западу от  Портленда, примерно в 14 милях к востоку от города Уилсонвилл.
Основанный в 1869 году как первое поселение квакеров на северо-западе Тихого океана, он был назван одним из поселенцев в честь его немецкого места рождения. В настоящее время город является торговым, перерабатывающим и судоходным центром для региона, производящего древесину, фрукты, а также бумажные и деревянные изделия; этот район также дает около 90 процентов урожая фундука в США и является центром важной винодельческой промышленности. Здесь находится Университет Джорджа Фокса, основанный в 1885 году как Академия друзей Тихого океана.

## Население
| 2010   | 2020    |
| ------ | ------- |
| 22 068 | ↗25 138 |